# 王泰勒
王泰勒（英語：Tyler Wong；1996年2月28日—）中国男子冰球运动员。司职前锋。在加拿大出生。

## 经历
加拿大顶级青年联赛WHL莱斯布里奇飓风队队长，曾在WHL单赛季超100分，第二个做到此成绩的华人。他2016年曾在美国冰球联盟（AHL）的多伦多马利斯队、2017，2019年在芝加哥狼队效力。2018年在东海岸冰球联盟四城野鸭队，后到中国任昆仑鸿星俱乐部副队长。加入中華人民共和國国籍入选国家队。2022年在国家队出战4次进1球。

## 家庭
祖父祖母1960年代移居加拿大，父亲在加拿大出生，爱好冰球，母亲是花滑运动员，从小教他滑冰。3岁起，母亲在冬天把自家后院雪铺平，在上面打洞，浇水自制简易冰场。父亲教他冰球技巧。